# Emelie Kierkegaard
Emelie Kierkegaard (1977) es una deportista sueca que compitió en natación. Ganó dos medallas en el Campeonato Europeo de Natación en Piscina Corta, en los años 2003 y 2004.

## Palmarés internacional
| Campeonato Mundial en Piscina Corta | Campeonato Mundial en Piscina Corta | Campeonato Mundial en Piscina Corta | Campeonato Mundial en Piscina Corta |
| Año                                 | Lugar                               | Medalla                             | Prueba                              |
| ----------------------------------- | ----------------------------------- | ----------------------------------- | ----------------------------------- |
| 2003                                | Dublín (Irlanda)                    | Medalla de oro                      | 4 × 50 m estilos                    |
| 2004                                | Viena (Austria)                     | Medalla de bronce                   | 4 × 50 m estilos                    |